# Riu Guadarrama
El Guadarrama és un riu de la península Ibèrica, afluent del Tajo. El curs d'aigua, que neix en el Sistema Central, discorre enterament per territori espanyol, travessant la Comunitat de Madrid i la província de Toledo.
La seva conca hidrogràfica abasta una superfície d'aproximadament 1600 km². El seu tributari més important és el riu Aulencia. Altres afluents de menor importància són el arroyo del Plantío, el arroyo del Barranco, el arroyo de los Palacios i el arroyo de la Vega.
L'origen del hidrònim seria la veu àrab Guad-a-rambla, que significaria «riu de les sorres».